# Месса, Мария Кристина
Мария Кристина Месса (итал. Maria Cristina Messa; род. 8 октября 1961, Монца) — итальянский медик и политик, министр университетов и научных исследований (2021—2022).

## Биография
Родилась 8 октября 1961 года в Монце, в 1986 году окончила Миланский университет по специальности «медицина и хирургия», позднее получила там же диплом по ядерной медицине. С 2013 по 2019 год занимала должность ректора Миланского университета (Бикокка), став первой женщиной на посту ректора какого-либо из миланских университетов и четвёртой — по всей Италии. В 2016 году вошла в Координационный комитет фонда Human Technopole, с 2017 года работала в Национальной обсерватории по подготовке медицинских специалистов. Автор более 180 научных работ, в 2014 году удостоена премии имени Марисы Беллисарио «Donne Ad Alta quota».
13 февраля 2021 года получила портфель министра университетов и научных исследований при формировании правительства Драги.
22 октября 2022 года было сформировано правительство Мелони, в котором Месса не получила никакого назначения.